# Aodhan
Aodhán est un prénom masculin écossais .

## Étymologie
Aodhan s'écrit en gaëlique écossais « Áodhán », du vieux nom gaëlique Áedán .
Áodhán est une forme d'hypocorisme d'Aodh. Le nom personnel « Aodh » signifie « fougueux » et/ou « porteur de feu ».
Aodh était le nom d'un dieu soleil celtique (voir Aed) mais aussi de plusieurs souverains comme le roi de Tir Éogain : Áed Méith, les différents rois de Connacht : Aodh mac Aodha Bréifnigh Ua Conchobair, Aodh mac Toirdhealbhaigh, Aodh mac Feidhlimidh, Áed mac Echach, etc.).
La source ancienne du prénom, Áed est basé sur la racine gaëlique aedu signifiant « feu »/« petit feu », « le petit fougueux » [the little fiery one,] ou encore « intelligent». 
Le prénom Aodhán a pour anglicisme Aidan.

## Variantes
- Aidan
- Aedan
- Aiden
- Edan
- Aodhagan
- Iagan
- Egan

## Prénoms portés dans l'Histoire
- Áedán mac Gabráin (règne de 574–609), Roi du Dál Riata, parfois anglicisé comme Aidan of Dalriada
- Aeddan ap Blegywryd (mort en 1018), Welsh prince of Gwynedd
- Adam, Earl of Angus (connu avant 1189)
- Saint Máedóc of Ferns (550–632), aussi connu comme Áedan ou Áodhán
- Saint Aidan of Lindisfarne (mort 651 ap. n-e), missionnaire Irlandais puis Évêque.

## Personnalités
- Aodhán Ó Ríordáin (ministre d’État de la république d'Irlande)[5]
- Aodhán Mac Cormaic (directeur de la langue Irlandaise - Department of Culture, Heritage and the Gaeltacht) [6],[7],[8]
- Aodhán Butler (professeur de géologie - université d'Uppsala) [9]
- Aodhán Ó Gogáin (géologue post-doctorant - Trinity College Dublin) [10],[11]
- Aodhan Quinn (joueur de football professionnel) [12]
- Aodhán King (chanteur) [13]